# Tarimoro, Guanajuato
Tarimoro là một đô thị thuộc bang Guanajuato, México. Năm 2005, dân số của đô thị này là 33014 người.